# Instytut Filologii Słowiańskiej Uniwersytetu Wrocławskiego
Instytut Filologii Słowiańskiej Uniwersytetu Wrocławskiego – jednostka dydaktyczno-naukowa należąca do struktur Wydziału Neofilologii Uniwersytetu Wrocławskiego. Dzieli się na 6 zakładów i 2 pracownie naukowe. Posiada uprawnienia do nadawania stopni naukowych doktora i doktora habilitowanego oraz wnioskowania o nadanie tytułu naukowego profesora. Prowadzi działalność dydaktyczną i badawczą związaną z kształceniem studentów, promowaniem kadry naukowej, publikacjami w dziedzinie filologii słowiańskiej (język i literatura czeska, rosyjska, serbska, chorwacka, ukraińska).
Instytut oferuje studia na kierunku filologia ze specjalnościami: filologia czeska, filologia rosyjska, filologia serbska i chorwacka, filologia ukraińska oraz studia podyplomowe, a także studia doktoranckie. Aktualnie na instytucie kształci się około 850 studentów w trybie dziennym i zaocznym. Instytut wydaje trzy własne czasopisma: Slavica Wratislaviensia. Dysponuje także własną samodzielną biblioteką instytutową, liczącą ponad 54 tysiące druków zwartych oraz 11,5 tysiąca woluminów czasopism. Z kolei znajdująca się przy niej czytelnia dysponuje 24 miejscami i ma w swoich zasobach około 700 woluminów księgozbioru podręcznego. Siedzibą instytutu jest kamienica przy ulicy Pocztowej 9 we Wrocławiu.
Instytut powstał w 1969 roku w wyniku przekształcenia Katedry Filologii Słowiańskiej na podstawie decyzji ministerialnej. Pracownicy naukowi instytutu zajmowali często najważniejsze stanowiska w hierarchii uniwersyteckiej – dziekanów i prodziekanów na swoich wydziałach. Obecnie ta jednostka naukowo-dydaktyczna zatrudnia blisko 50 pracowników naukowo-dydaktycznych.

## Władze (2022)
- Dyrektor: dr hab. Oleh Beley, profesor UWr
- zastępca dyrektora ds. dydaktycznych: dr Sylwia Wójtowicz-Marszał
- zastępca dyrektora ds. organizacyjnych i programowych: dr Agnieszka Kołodziej
- zastępca dyrektora ds. spraw finansowych i rozwoju: dr Miłosz Bukwalt
- zastępca dyrektora ds. badań naukowych i parametryzacji: dr Sylwia Kamińska-Maciąg

## Dyrektorzy
- 1945–1969: prof. dr hab. Leszek Ossowski
- 1969–1971: prof. dr hab. Marian Jakóbiec
- 1972–1975: prof. dr hab. Zbigniew Barański
- 1975–1978: prof. dr hab. Franciszek Sielicki
- 1978–1981: prof. dr hab. Telesfor Poźniak
- 1981–1987: prof. dr hab. Zbigniew Barański
- 1987–1993: prof. dr hab. Krystyna Galon-Kurkowa
- 1993–2005: prof. dr hab. Tadeusz Klimowicz
- 2005–2016: prof. dr hab. Anna Paszkiewicz
- 2016-2019 dr hab. Michał Sarnowski, profesor nadzw. UWr
- od 2019 dr hab. Oleh Beley, profesor UWr

## Historia
W 1945 roku na powołanym do życia przez polskie władze Uniwersytecie i Politechnice Wrocławskiej otwarto kierunek filologia o specjalności filologia rosyjska, którego jednostką organizacyjną był Instytut Filologii Polskiej i Słowiańskiej UWr, działający w ramach Wydziału Humanistycznego. W tym samym roku została utworzona Katedra Językoznawstwa Słowiańskiego Ogólnego, a w połowie 1946 roku Katedra Językoznawstwa Wschodniosłowiańskiego. Obie kierowane były przez prof. Leszka Ossowskiego.
W 1946 roku powstała także Katedra Historii Literatury Rosyjskiej i Innych Literatur Słowiańskich, którą objął w następnym roku dr Marian Jakóbiec. W 1949 roku obie katedry (Katedra Językoznawstwa Wschodniosłowiańskiego i Katedra Historii Literatury Rosyjskiej i Innych Literatur Słowiańskich) zostały wydzielone z Instytutu Filologii Polskiej i Słowiańskiej i stały się po połączeniu w 1950 roku już jako zakłady, częścią składową nowej, samodzielnej jednostki naukowo-dydaktycznej – Katedry Filologii Rosyjskiej, wchodzącej w skład nowo powstałego Wydziału Filologicznego UWr. W 1969 roku katedra ta została przekształcona w instytut.

## Kierunki kształcenia
Instytut kształci studentów na kierunku filologia o specjalnościach:
- filologia czeska
- filologia rosyjska
- filologia serbska i chorwacka
- filologia ukraińska
- ukrainistyka z anglistyką[10]

Najzdolniejsi studenci mogą również kontynuować naukę na studiach doktoranckich.
Od roku akademickiego 2016/2017 Instytut wzbogacił swoją ofertę dydaktyczną o studia humanistyczne:
- studia środkowo-wschodnioeuropejskie[11]

## Struktura organizacyjna

### Zakład Bohemistyki
- Kierownik: dr hab. Jarosław Malicki, adiunkt

### Zakład Praktycznej Nauki Języka Rosyjskiego
- p.o. kierownika: dr Danuta Pytel-Pandey, adiunkt

### Zakład Języka Rosyjskiego
- p.o. kierownika: dr Bogumił Gasek, adiunkt

### Zakład Literatury i Kultury Rosyjskiej
- p.o. kierownika: dr Marcin Maksymilian Borowski, adiunkt

### Zakład Kroatystyki i Serbistyki
- p.o. kierownika: dr Sybilla Daković, adiunkt

### Zakład Ukrainistyki
- Kierownik: dr hab. Przemysław Jóźwikiewicz, prof. UWr[12]

### Pracownia Centrum Języka Rosyjskiego
- kierownik: dr Irina Kabyszewa, starszy wykładowca

### Pracownia Macedonistyki
- kierownik: dr Iwona Łuczków, adiunkt

### Pracownia Interdyscyplinarnych Badań Przekładoznawczych
- kierownik: dr Bogumił Gasek

### Pracownia Onomastyki Słowiańskiej
- kierownik: dr Agnieszka Kołodziej